# Kellogg (Iowa)
Pour les articles homonymes, voir Kellogg.
Kellogg est une ville du  comté de Jasper, en Iowa, aux États-Unis. Elle est fondée en 1865 et incorporée le 6 février 1874.

## Source de la traduction
- (en) Cet article est partiellement ou en totalité issu de l’article de Wikipédia en anglais intitulé « Kellogg, Iowa » (voir la liste des auteurs).